# Pomnik Eugeniusza Kwiatkowskiego w Tarnowie
Pomnik Eugeniusza Kwiatkowskiego – popiersie ustawione przy wejściu do budynku dyrekcji Zakładów Azotowych, znajdujących się w tarnowskiej dzielnicy Mościce. Dzieło dłuta profesora Stanisława Szwechowicza. W latach 1931–1935 Eugeniusz Kwiatkowski był dyrektorem Państwowej Fabryki Związków Azotowych w Mościcach.
Pomnik odsłonięto 9 października 2012 roku, w 85. rocznicę powstania mościckiej fabryki. W uroczystości uczestniczyli ówczesny prezydent Rzeczypospolitej Polskiej Bronisław Komorowski i Julita Maciejewicz-Ryś, wnuczka Eugeniusza Kwiatkowskiego.

Wykonane z brązu popiersie umieszczono na granitowym postumencie, który okrywa szeroka falująca wstęga. Artysta umieścił na nim słowa Eugeniusza Kwiatkowskiego z roku 1930, odnoszące się do budowy tutejszej fabryki. Brzmią one:
„Nigdy w przeszłości ani w teraźniejszości nie było postawione w Polsce zadanie tak trudne, tak skomplikowane, tak nowe, tak wielkie do zrealizowania w tak krótkim czasie". 
Wstęga w zamyśle twórcy pomnika symbolizuje Wizję i Czyn pragmatycznego naukowca i inżyniera, a jednocześnie romantycznego wizjonera.